# Амарелле, Рамиро
Рамиро Фигейрас Амарелле (исп. Ramiro Figueiras Amarelle; род. 17 декабря 1977, Пуэнтесесо, Галисия) — испанский игрок в пляжный футбол. Выступал за сборную Испании. Участник семи чемпионатов мира (2003, 2004, 2005, 2006, 2007, 2008, 2009). Дважды признавался лучшим игроком мундиаля.

## Карьера игрока
Родился в муниципалитете Пуэнтесесо провинции Ла-Корунья. В возрасте восьми лет начал играть в мини-футбол в школе. В 13 лет переключился на занятия в обычный футбол. В 15 лет приглашался в состав юношеской сборной Испании. Выступал за «Депортиво Ла-Корунья». В 1996 году вместе с командой стал чемпионом Испании среди юношей, обыграв вместе с партнёрами в финале «Реал Мадрид» со счётом 2:1. Спустя неделю после турнира Амарелле и другие игроки «Депортиво» приняли участие в турнире по пляжному футболу в Ла-Корунье, где стали победителями и получили право сыграть в чемпионате Испании. Летом 1996 года вместе с товарищами Амарелле стал победителем испанского чемпионата, проходившем в Аликанте.
После этого Амарелле вернулся в большой футбол, где играл в четвёртом по силе дивизионе за клуб «Император» из Галисии, но прекратил выступления в связи с травмой. Всего в сезоне 1997/98 провёл за «Император» 16 матчей и забил 2 гола.
В 1997 году 19-летний Амарелле дебютировал за сборную Испании по пляжному футболу, где играли многие футболисты, завершившие выступления в большом футболе, такие как Абель Ресино, Кике Сетьен, Хоакин Алонсо, Бутрагеньо, Мичел и Рафаэль Гордильо. Последний дал Амарелле прозвище «Ромарито». Более 10 лет Амарелле являлся капитаном команды. Вместе со сборной становился победителем Евролиги (пять раз) и Кубка Европы (три раза), а также дважды финишировал вторым на чемпионате мире. На турнирах 2003 и 2008 года испанца признали лучшим игроком. В общей сложности Амарелле забил за Испанию 303 гола в 309 матчах. Завершил карьеру в сборной в 2013 году.
На клубном уровне играл за итальянский «Милан» и «Катанию». Всего за «Милан» провёл 200 матчей и забил 191 гол. С 2011 по 2015 год играл за «Барселону». Кроме того, представлял испанский клуб «Корухо». Последним крупным турниров в качестве игрока стал Кубок европейских чемпионов 2017 года, где испанец защищал цвета португальской «Браги».
В 2019 году журнал France Football включил Амарелле в число «10 легенд пляжного футбола».

## Тренерская карьера
Ещё будучи игроком, Амарелле совмещал пляжный футбол с работой тренера. Впервые в этом качестве начал работать в 18 лет, занимаясь с молодёжными командами. Тренировал детскую команду клуба «Урал» и молодёжную сборную Галисии. В 2002 году генеральный директор «Расинга» из Сантандера Кике Сетьен, с которым он был знаком по игре в пляжный футбол, пригласил Амарелле тренировать детскую команду «Расинга».
В 2009 году он возглавил детскую команду «Депортиво Ла-Корунья». С 2011 года тренировал молодёжную команду «Луго».
На время Евролиги по пляжному футболу 2011 года принял предложение белорусской сборной стать тренером-консультантом. Являлся тренером-ассистентом сборной Украины на чемпионате мира 2011 года.
В 2017 году стал главным тренером сборной Китая по пляжному футболу, а в марте 2021 года встал у руля сборной Тринидада и Тобаго. На Кубке чемпионов мира 2019 года руководил китайским клубом «Мэйчжоу Хакка», с которым дошёл до финала. Летом 2021 года руководил испанским клубом «Сан-Франциско» с которой стал победителем Кубка и Суперкубка Испании.
В феврале 2022 года согласился стать тренером ОАЭ.
В октябре 2022 года Кике Сетьен возглавил «Вильярреал» и пригласил Амарелле войти в его тренерский штаб, где проработал до сентября 2023 года.

## Достижения
Сборная Испании
- Победитель Евролиги: 1999, 2000, 2001, 2003, 2006[2]
- Победитель Кубка Европы: 1999, 2008, 2009[2]
- Финалист чемпионата мира: 2003, 2004[2]

На клубном уровне
- Чемпион Италии: 2006, 2007, 2010, 2013 (Милан)[2][5]
- Победитель Кубка Италии: 2006, 2007, 2009, 2010 (Милан)[2][5]
- Победитель Кубка Испании: 2015 (Корухо)[8]
- Победитель Клубного Мундиалито: 2015 (Барселона)

Индивидуальные
- Лучший игрок чемпионата мира (золотой мяч): 2003, 2008[2]
- Бронзовый мяч чемпионата мира: 2005[22]
- Серебряная бутса чемпионата мира: 2008[23]
- Лучший игрок Евролиги: 1998, 2000, 2001, 2003[24]
- Лучший бомбардир Евролиги: 1998, 2000, 2005, 2007[24]
- Лучший игрок Латинского кубка: 2006[25]
- Лучший бомбардир Латинского кубка: 2006[25]
- Лучший бомбардир чемпионата Италии: 2006[26]
- Лучший бомбардир Кубка Италии: 2007[26]
- Лучший игрок чемпионата Испании: 1998, 2000, 2001, 2003[5]
- Лучший игрок Кубка Испании: 2015[8]
- Лучший игрок Кубка Барселоны: 2015[27]

## Личная жизнь
Женат, воспитывает дочь.